# Galerie Louise Michel
La galerie Louise Michel est une galerie d’art appartenant à la ville de Poitiers et dirigée, depuis sa création en 2005, par Dominique Truco. 
Située dans un quartier périphérique de la ville (Bellejouanne), elle accueille chaque année plusieurs expositions d’artistes œuvrant dans le champ de la création contemporaine : Paul-Armand Gette ; Ron Haselden et les 18 artistes de La nuit des temps ; Kôichi Kurita et La Bibliothèque de terres du Poitou-Charentes ,; Claude Pauquet et Marc Deneyer ; Christina Kubisch et Jean-Claude Golvin Théâtre Antique de Poitiers ; Marie-Ange Guilleminot/Jean-Luc Moulène Il n’y a d’urgent que le décor ; Jacques Villeglé, Pierre Henry, Bernard Heidsieck, Jakob Gautel, Jaap Blonk, Serge Pey, Chiara Mulas, Jean-Pierre Bobillot, Tout autour de Babel ; Glen Baxter, rétrospective du Safari historico-gastronomique en Poitou-Charentes ; Thierry Fontaine Ici la couleur est évidente  ; Patrick Tosani L’image construite ; Dominique Robin Blackout ,, Sylvain Soussan Le musées des nuages, peinture murale sur le château d'eau de l'usine de traitement des eaux de Bellejouanne, et constitution de la Première collection matérielle du musée des nuages. 
La galerie Louise Michel publie régulièrement des catalogues d’exposition en collaboration avec des auteurs : Jean-Michel Alberola, Jean-Christophe Bailly, François Bon, Jean-Paul Chabrier, Antoine Emaz, Alberto Manguel, Catherine Ternaux, Jean-Marc Lévy-Leblond  … Elle offre par ailleurs un programme de résidences ouvert aux jeunes artistes.